# فرج سرکوهی
فرج سرکوهی (متولد ۱۱ آبان ۱۳۲۶ در شیراز) فعال سیاسی، منتقد ادبی و روزنامه‌نگار چپ‌گرای ایرانی است.
او در سال ۱۳۶۴ از بنیانگذاران مجله آدینه و از سال ۱۳۶۷ تا ۱۳۷۵ سردبیر این نشریه بود که از آن به عنوان پرنفوذترین نشریه مستقل و غیردولتی ایران در دهه ۶۰ و ۷۰ یاد می‌شود. سرکوهی از اعضای کانون نویسندگان ایران است و در نگارش و جمع‌آوری امضاهای متن ۱۳۴ (ما نویسنده‌ایم) نقش داشت.

## زندگی

### جوانی، دانشگاه و زندان
فرج سرکوهی در شیراز مدرسه رفت و سپس برای ادامه تحصیلات به تبریز رفت و در دانشگاه تبریز علوم اجتماعی و ادبیات فارسی خواند. او در دوران دانشگاهی در انتشار چند نشریه ادبی و هنری از جمله نشریه آدینه، ضمیمه ادبی مهد آزادی و با صمد بهرنگی، کاظم سعادتی، بهروز دهقانی، علیرضا نابدل و غلام حسین ساعدی همکاری داشت. محفل صمد (که ساعدی به آن نزدیک بود) ادبی، هنری و سیاسی با گرایش چپ نو بود. این افراد منتقد چپ سنتی و حزب توده و شوروی بودند و به دنبال راه‌ها و مفاهیم نو با گرایش چپ بودند. بعدها نخستین هستهٔ تبریز چریک‌های فدایی خلق از همین محفل برخاست.
فرج سرکوهی در سال ۱۳۴۵ به مدت سه ماه و در سال ۱۳۴۶، که به عنوان یکی از فعالان اعتصاب‌های دانشجویی فعالیت می‌کرد، به مدت حدود یک سال به اتهام شرکت در جنبش‌های دانشجویی علیه شاه به زندان افتاد و در سال ۱۳۵۰ مجدداً دستگیر و به ۱۵ سال زندان محکوم شد. نقی حمیدیان از رهبران سابق فدائیان خلق، سرکوهی را عضو گروه معروف به «ستاره سرخ» ذکر می‌کند. در روزهای پیروزی انقلاب ایران در سال ۱۳۵۷ سرکوهی همراه دیگر زندانیان سیاسی از زندان آزاد شد.

### پس از انقلاب
سرکوهی در دوران کوتاه آزادی‌های نسبی پس از انقلاب به عنوان روزنامه‌نگار و مقاله‌نویس با نشریات تهران مصور و ایران همکاری داشت. پس از سرکوب‌های سال ۱۳۶۰، دستگیری نیروهای اپوزیسیون و تعطیلی نشریات غیردولتی به مدت چند سال خانه‌نشین شد.

### مجله آدینه
فرج سرکوهی در سال ۱۳۶۴ همراه سیروس علی‌نژاد، مسعود بهنود و غلام حسین ذاکری مجله آدینه را بنیان نهاد و از سال ۱۳۶۷ تا ۱۳۷۵ سردبیر این نشریه بود. سرکوهی علاوه بر سردبیری نشریه مقالات متعددی دربارهٔ مسائل ادبی، فرهنگی و اجتماعی نوشت و با تعداد زیادی از شخصیت‌های فرهنگی و سیاسی ایرانی مانند حسین علیزاده، احمد شاملو، مهدی اخوان ثالث، پرویز ناتل خانلری، امیر حسین آریان پور، هوشنگ گلشیری، علیرضا اسپهبد، مهدی بازرگان، و… مصاحبه کرد.

### کانون نویسندگان ایران
سرکوهی در از سرگیری فعالیت‌های کانون نویسندگان ایران پس از انقلاب و سرکوب‌های سال ۶۰ مؤثر بود. فعالیت‌های کانون نویسندگان ایران در سال ۱۳۷۳ به تهیه و انتشار متن «ما نویسنده‌ایم» انجامید، که به متن ۱۳۴ مشهور گشت. در این متن ۱۳۴ نویسنده، منتقد، مترجم، و شاعر ایرانی خواستار آزادی بیان و قلم شده و به سانسورهای دولتی اعتراض کرده بودند.
سرکوهی به عنوان یکی از اعضای هیئت هشت نفره همراه با منصور کوشان، هوشنگ گلشیری، سیما کوبان، محمد مختاری، رضا براهنی، محمد خلیلی و محمد محمد علی در نگارش و تهیه امضاهای متن ۱۳۴ نقش مؤثری داشت.

### ماجرای اتوبوس ارمنستان
وی در ماجرای اتوبوس ارمنستان در سال ۱۳۷۵ و در جریان قتل‌های زنجیره‌ای در لیست چهره‌های فرهنگی اعزامی بود که قرار بود در اتوبوس توسط دولت جمهوری اسلامی به منظور قتل به ته دره فرستاده شوند. محمد رسول‌اف فیلم دست‌نوشته‌ها نمی‌سوزند را بر مبنای آن ساخت.

### دستگیری و تبعید
سرکوهی به دلیل فعالیت‌های فرهنگی خود به عنوان سردبیر مجله آدینه و به عنوان عضو فعال کانون نویسندگان ایران با فشارهای حکومت ایران مواجه بوده و بارها موقتاً با دیگر فعالان فرهنگی دستگیر شد. در سال ۱۳۷۵ برای دیدارِ خانوادهٔ خود در اروپا قصد سفر به آلمان داشت که در فرودگاه مهرآباد به دست وزارت اطلاعات جمهوری اسلامی ایران ربوده شد. مقامات ایرانی اعلام کردند که او دستگیر نشده و در اروپا به سر می‌برد. سرکوهی ۴۸ روز در زندانِ مخفی سازمان اطلاعات به سر برد و پس از شکنجه در یک کنفرانس مطبوعاتی مجبور به اقرار دروغین شد که در اروپا بوده و اکنون به ایران بازگشته است. چند هفته بعد دوباره به اتهام قصد فرار غیرقانونی از کشور دستگیر شد. در مدت کوتاه میان دو دستگیری نامه‌ای به همسر خود در آلمان نوشت که بعدها به نام «رنج نامه فرج سرکوهی» مشهور گشت. سرکوهی در این نامه از سرکوب‌ها و فشارها بر اعضای کانون نویسندگان ایران خبر داده و از حقیقت ماجرای دستگیری و دورانِ زندانِ خود پرده برداشت. به دلیلِ اقداماتِ همسرش در اروپا، اعتراضات بین‌المللیِ سازمان‌های دفاع از حقوق بشر و افراد منفرد و پی‌گیری‌های دولت‌های غربی (برای مثال کلاوس کینکل، وزیر خارجه وقت آلمان در دو نامه به همتای خود علی اکبر ولایتی خواستار بررسی پرونده سرکوهی شد) سرکوهی اعدام نشده و به جرم تبلیغات علیه جمهوری اسلامی به یک سال و نیم زندان محکوم شد. پس از آزادی از زندان در سال ۱۳۷۷ توانست به دلیل اعتراضات مدام عمومی در سراسر جهان از کشور خارج شود.

بسیاری از ناظران ماجرای دستگیری سرکوهی را با ترور میکونوس و دادگاه میکونوس مرتبط می‌دانند و بر این نظرند که دولت ایران با ربودن سرکوهی تلاش کرده بود تا بر حکم دادگاه میکونوس، که در زمان دستگیری سرکوهی در برلین جریان داشت، به نفع خود تأثیر گذارد.

### زندگی در آلمان
فرج سرکوهی به آلمان سفر کرده و در شهر فرانکفورت مهمان برنامهٔ «شهرهای پناه» شد. او از سال ۱۳۷۹ تا ۱۳۸۵ بورس «نویسندگان در تبعید» در آلمان را دریافت کرد.

سرکوهی عضو افتخاری پن آلمان (انجمن جهانی قلم) و از سال ۱۳۸۵ مسئول امور حقوق بشر این نهاد است.

سرکوهی در مجلات مختلف آلمانی زبان مانند دی سایت، زوددویچه سایتونگ و نویه‌تسورشه تسایتونگ مقاله‌هایی دربارهٔ فرهنگ و سیاست ایران چاپ می‌کند. او به صورت روزنامه‌نگار آزاد با برخی رسانه‌های فارسی‌زبان نیز همکاری می‌کند.

## جوایز
- ۱۳۷۷: جایزه کورت توخولسکی برای نویسندگان تحت تعقیب[۲۴]
- ۱۳۷۸: جایزه قلم طلایی آزادی، مؤسسه جهانی نشریات[۲۱]
- ۱۳۷۹: قهرمان آزادی مطبوعات جهانی[۲۵][۲۶]

## برای مطالعهٔ بیشتر
نگاه کن اروپا، تئاتر، قاضی ربیحاوی، با کارگردانی و بازی هارولد پینتر